# Abbaye de Nienburg
L'abbaye de Nienburg (en allemand : Kloster Nienburg) est une ancienne abbaye impériale bénédictine située à Nienburg sur la Saale, dans l'État actuel de Saxe-Anhalt en Allemagne. Elle est connue pour l'ancienne abbatiale consacrée en 1004 à Sainte Marie et à Saint Cyprien, exemple rare de l'architecture du début du gothique et aujourd'hui une église luthérienne-évangélique qui organise occasionnellement des services œcuméniques.

## Historique
C'est entre 930 et 950 qu'est érigé un château fort (Neue Burg pour « château neuf », donnant Nienburg) à la frontière orientale du duché de Saxe. Afin d'évangéliser la population sorabe au-delà de la Saale, une communauté monastique, fondée le 29 août 970 par l'archevêque Géron de Cologne et son frère Thietmar à Thankmarsfelde dans les montagnes du Bas-Harz, s'installe dans le château vers 975. Les travaux de construction durent une trentaine d'années. 

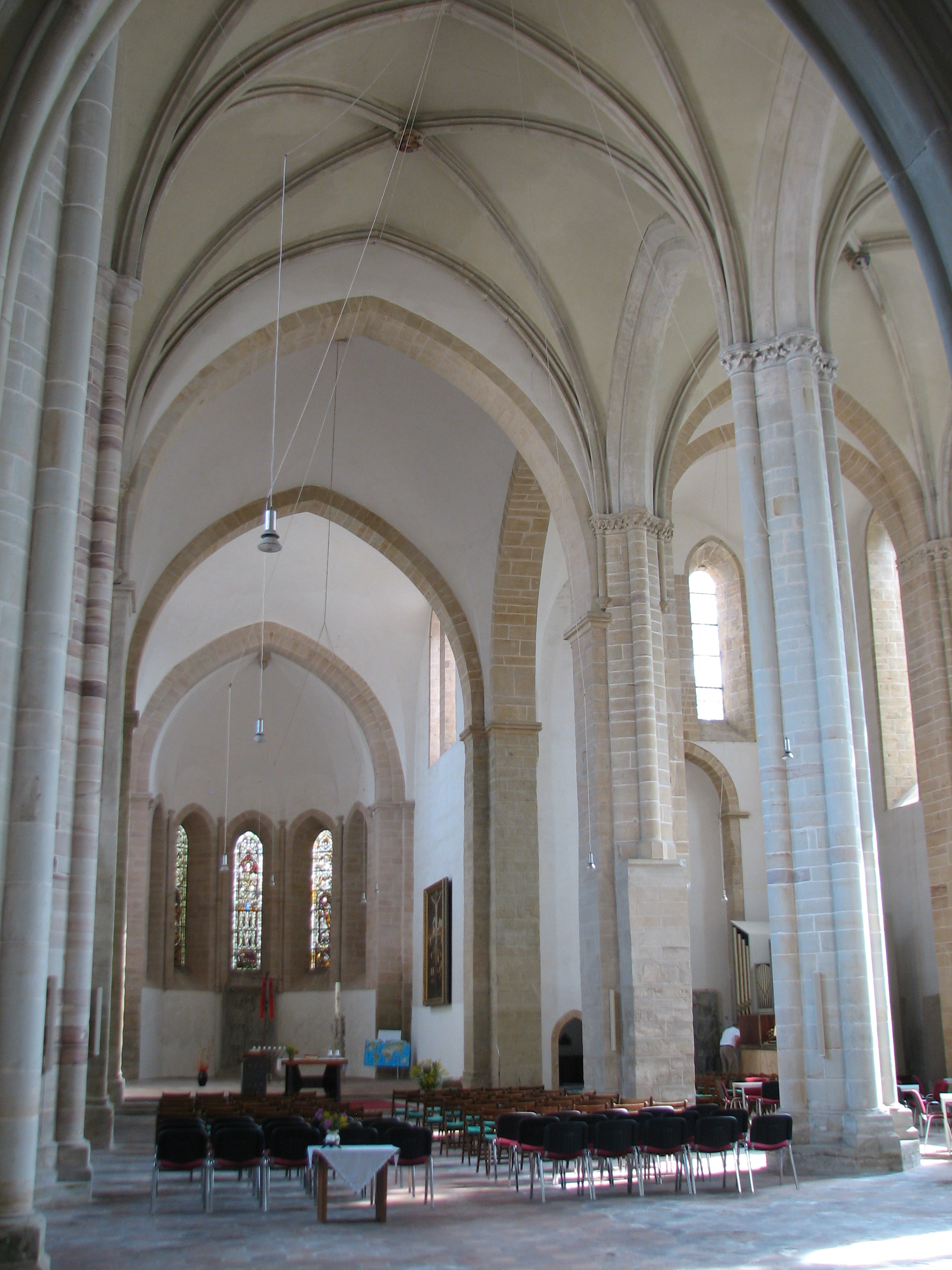
L'intérieur de l'abbatiale Sainte-Marie-et-Saint-Cyprien.

Le monastére est érigé en abbaye impériale par l'empereur Otton II et devient rapidement une des plus prospères de la région. La nouvelle abbatiale est consacrée le 8 août 1004 en présence du roi Henri II qui combat à l'époque le duc Boleslas Ier de Pologne. 
Nienburg reçoit le privilège de tenir un marché et de frapper monnaie. Le comte Adalbert II de Ballenstedt, de la maison d'Ascanie, grand-père d'Albert l'Ours, lui fait don de plusieurs domaines vers 1073. Elle possède de nombreux domaines, comme l'abbaye de Hagenrode, et villages, comme le bourg de Harzgerode (Hasacanroth) ou Niemitsch et Lübben en Lusace, mais isolés ils sont souvent l'objet d'attaques de la part des Sorabes, jusqu'en 1115.
C'est à l'abbaye qu'est rédigée la chronique de l'Annalista Saxo que certains historiens ont identifié comme étant l'abbé Arnold de Nienburg (mort en 1166). L'abbaye perd son immédiateté impériale en 1166 et dépend des archevêques de Magdebourg sur décision de l'empereur Frédéric Barberousse, en échange de leurs possessions en Rhénanie.
En conséquence de la Réforme protestante et de la guerre des Paysans allemands, l'abbaye est démantelée et en 1563 devient possession des princes Ascaniens d'Anhalt-Köthen qui la transforment en château pour leurs veuves. Le complexe est vendu en 1871 à un industriel qui y installe une malterie. Une partie de l'édifice disparaît dans un incendie en 1996.

## Source
- (de) Cet article est partiellement ou en totalité issu de l’article de Wikipédia en allemand intitulé « Kloster Nienburg » (voir la liste des auteurs).